# Amphilius
Amphilius és un gènere de peixos de la família dels amfílids i de l'ordre dels siluriformes.

## Taxonomia
- Amphilius atesuensis (Boulenger, 1904)[2]
- Amphilius athiensis (Thomson & Page, 2010)[3]
- Amphilius brevis (Boulenger, 1902)[4]
- Amphilius caudosignatus (Skelton, 2007)[5]
- Amphilius chalei (Seegers, 2008)[6]
- Amphilius cryptobullatus (Skelton, 1986)[7]
- Amphilius dimonikensis (Skelton, 2007)[8]
- Amphilius grandis (Boulenger, 1905)
- Amphilius jacksonii (Boulenger, 1912)[9][10]
- Amphilius kakrimensis (Teugels, Skelton & Lévęque, 1987)[11]
- Amphilius kivuensis (Pellegrin, 1933)[12]
- Amphilius korupi (Skelton, 2007)[5]
- Amphilius krefftii (Boulenger, 1911)[13]
- Amphilius lamani (Lönnberg & Rendahl, 1920)[14]
- Amphilius lampei (Pietschmann, 1913)[15]
- Amphilius laticaudatus (Skelton, 1984)[16]
- Amphilius lentiginosus (Trewavas, 1936)[17]
- Amphilius longirostris (Boulenger, 1901)[18]
- Amphilius maesii (Boulenger, 1919)[19]
- Amphilius mamonekenensis (Skelton, 2007)[5]
- Amphilius natalensis (Boulenger, 1917)[20][21]
- Amphilius opisthophthalmus (Boulenger, 1919)[19]
- Amphilius platychir (Günther, 1864)[22]
- Amphilius pulcher (Pellegrin, 1929)[23]
- Amphilius rheophilus (Daget, 1959)[24]
- Amphilius uranoscopus (Pfeffer, 1889)[25]
- Amphilius zairensis (Skelton, 1986)[7][26]